# Список божеств в древнегреческой мифологии
В список включены различные персонажи, не относящиеся к смертным, и абстрактные понятия. В него могут не входить лица, уже перечисленные в статье Древнегреческая мифология, и следующие группы божеств и существ:

| - Бассариды - Вакханки - Ветры - Гарпии - Гелиады - Гиады - Гиганты - Дактили - Циклопы - Корибанты - Мойры | - Музы - Нереиды - Океаниды - Оры - Плеяды - Сатиры - Сирены - Титаны - Форкиды - Хариты - Эринии |

| Древнегреческие божества по алфавиту: А Б В Г Д Е Ё Ж З И К Л М Н О П Р С Т У Ф Х Ц Ч Ш Щ Э Ю Я |

## А
- Авлониады. Класс нимф. К ним принадлежала Евридика. en:Auloniad
- Агатодемон.
- Агдистида. Одно из имен Матери богов[1]. Её святилище в Пессинунте[2].
- Агон («Состязание»). Статуя в Олимпии[3].
- Агрей. Одно из имен, которое дали Аристею нимфы[4][5].
- Агрий. Имя Аристея[6].
- Ад. Имя первого начала в «Халдейских оракулах»[7].
- Адад. Имя второго начала в «Халдейских оракулах»[7].
- Адикия. Богиня несправедливости. Дочь Зевса и Фемиды. Изображена на ларце Кипсела избиваемая Дике[8].
- Адрастея.
- Адриады. Нимфы дерев. Спасены Аполлоном[9].
- Аид
- Айдос («Стыд»). Божество, жертвенник в Афинах[10]. Статуя в Спарте посвящена Икарием[11]. Упоминается в «Одиссее» (II 64), но не персонифицируется.
- Академия. Некая богиня[12].
- Акесо. Богиня исцеления, дочь Асклепия.
- Акмон. Сын Геи, отец Урана[13]. Отец Урана[14].
- Акко. Ведьма в Свите Гекаты. Одна из мормоликий.
- Аксиерос. Самофракийская богиня, отождествляемая с Деметрой[15].
- Аксиокерса. Самофракийская богиня, отождествляемая с Персефоной[15].
- Аксиокерсос. Самофракийский бог, отождествляемый с Аидом[15].
- Алала. Богиня, персонификация военного крика. Дочь Полемоса[16].
- Аластор.
- Алгея («Скорбь»). Божество, порожденное Эридой[17].
- Алексиарес. Сын Геракла и Гебы[18]. en:Alexiares and Anicetus
- Алефейя (Алетейя). Персонификация истины. С ней общался Эпименид[19]. Дочь Зевса или Крона[20]. Алетейя (богиня)
- Алкионей[21]. Великан, убитый Гераклом на Истме. Смешан с предыдущим.
- Алосидна. Мать тюленей. Эпитет морского божества[22], у Жуковского имя, а не эпитет. В «Илиаде» XX 207 эпитет Фетиды.
- Алсеиды (Альсеиды). Класс нимф. В микенских текстах топоним a-se-e (Alseei ?)[23].
- Алфито. Ведьма в Свите Гекаты. Одна из мормоликий.
- Амвросия.
- Амиклей. Бог, которого почитают в Амиклах[24].
- Амин. Божество, отвратитель болезней. Почитался в Афинах[25].
- Антея. Богиня садов, болот, цветов, покровительница влюбленных.
- Ампелосы. Класс гамадриад.
- Ампела. Гамадриада, дочь Оксила[26].
- Амфиктионида. Богиня вина. Под этим именем Деметру почитали в Анфеле (Антеле), месте собрания амфиктионов (Amphictyonis[англ.]).
- Амфилогиай («Судебные тяжбы»). Божество, порожденное Эридой[27].
- Анайдея. Богиня бесстыдства.
- Анакты.
- Ананке.
- Андрогин. Образ у орфиков[28].
- Андроктасии. «Избиенья мужей». Божества, порожденные Эридой[29].
- Анесидора. Богиня, почитаемая афинянами, её статуе добавляли бороду[30].
- Аникет. Сын Геракла и Гебы[18]. en:Alexiares and Anicetus
- Антавг. Эпитет Протогона[31].
- Антерос.
- Антолия. Служанка богини Гармонии[32].
- Аотис. Богиня[33].
- Апата («Обман»). Богиня, дочь Нюкты-Ночи[34]. Жила в Амнисе у гробницы Зевса[35]. Апата
- Аппиады. Нимфы, их статуи в Риме[36]. От Аппиевой воды.
- Аретуса. Гесперида[37].
- Арка.
- Арура. Имя Геи[38].
- Асия (микен. a-si-wi-ja).
- Асия. Нереида.
- Асклепий.
- Астерий. Помощник Астрея[39].
- Астеропа. Дочь Атланта[40]. См. Стеропа.
- Астиномия (Астиномейя). Служанка богини Гармонии[41].
- Астрей.
- Астрея[42]. Дочь Зевса, божество. Богиня справедливости, последней покинувшая землю[43][44]. Астрея (мифология)
- Астры («Звезды»). Дети Астрея и Эос[45][46]. Или рождены Ночью[47]. Одна из дочерей Астрея — созвездие Девы[48][49]. Им посвящён VII орфический гимн.
- Ата.
- Атлант.
- Атлантий. Сын Гермеса и Афродиты. Был очень красив, его прозвали Гермафродит[50].
- Ауры (en:Aurai). Класс нимф. (или Авры). Нимфы дуновений. Дочери Океана либо Борея.
- Афила.
- Афина (Афина Паллада)
- Ахелоида. Одна из лунных богинь. Ей приносят жертвы у додонского оракула. (англовики)
- Ахелоиды. Согласно Колумелле, общее имя водных нимф. Так называют некую наяду[51]. en:Achelois
- Ахлида («Тьма»). Согласно некоторым космогониям, богиня Ночи. Дочь Нюкты, представленная на Щите Геракла[52]. Её помещают среди Кер. Ахлис
- Ахтониан. Богиня Земли и подземного мира (Achthonian[англ.]).
- Аэр. Первоначало у Эпименида, от Аэра и Нюкты родился Тартар[53].

## Б
- Балана («Желудь») Гамадриада, дочь Оксила[26].
- Бирида. Возможно, некое спартанское божество, изображенное на троне в Амиклах[54]. Видимо диалектная форма имени Ирида.
- Биа.
- Бойя. В микенских текстах qo-wi-ja (Guowia ?). Сравнивают с эпитетом «волоокая»[55].
- Бримо («Страшная»). Эпитет богинь. Имя Гекаты[56][57][58]. Имя Деметры как матери Зевса, возлежащей с ним[59]. Бримо
- Бритомарт. Один из афинских тритопатров.
- Бубростис[60][61]. Богиня, согласно Метродору, смирняне приносили ей в жертву чёрного быка[62].
- Быстроног. Сын Подалирия и Астасии. Герой пьесы Лукиана «Быстроног».

## Г
- Галии. Дочери Борея[63].
- Галосидна. Эпитет Амфитриты у Никандра[64].
- Гамадриада. Дочь Орея, родила от своего брата Оксила дочерей[26].
- Гамадриады.
- Гамос («Брак»). Иногда персонифицируется[65].
- Ганимеда. Эпитет Гебы у древнейших авторов[66].
- Гармония. Богиня. Управляет мирозданием[67].
- Геба.
- Геката.
- Гелеады. Нимфы болот (en:Helead)
- Гелиопа («Солнцеликая»). Некое божество[68].
- Гелиос-Бог солнца.
- Гемера.
- Генетиллиды. Богини — покровительницы родов в Афинах[69]. Они же Геннаиды в Ионии[70][71].
- Гениохей. Возница Гелиоса[72]. Имя a-ni-o-ko (Гениох, «возничий») встречается в микенских текстах[73].
- Геракл. У орфиков имя Хроноса[74].
- Герант («Старость»). Божество, рождённое Нюктой[75].
- Гермафродит.
- Гермероты. Их статуи работы Тавриска[36].
- Гесихия («Тишина»). Божество, дочь Дики[76][77].
- Геспер.
- Гесперида. Дочь Геспера. Жена Атланта, мать Гесперид[78]. en:Hesperius
- Геспериды.
- Гесперия (Геспера). Имя одной из Гесперид у Гигина, дочь Нюкты и Эреба[79]. Превратилась в тополь[80].
- Гестия.
- Гестия. Гесперида[37].
- Гефосина («Радость»). Термин у Эмпедокла, близкий Афродите[81].
- Гея.
- Гиант.
- Гиас. Сторукий. См. Гий (Гиес).
- Гибрис.
- Гигиея.
- Гидриады. То же, что наяды[82].
- Гий. Имя одного из афинских тритопатров.
- Гименей.
- Гимерос.
- Гиперефуса. Дочь Ночи, одна из гесперид[83].
- Гиперион.
- Гипнос-Бог сна.
- Гисмины («Схватки»). Божества, порожденные Эридой[29]. en:Hysminai
- Главка. Согласно Евгемеру, дочь Крона и Реи, умершая в детстве[84].
- Гомонойя («Согласие»). Божество, алтарь в Олимпии[85]. Её храм заложили аргонавты у реки Филлеиды[86].
- Горгон. Согласно Гигину, сын Тифона и Эхидны, муж Кето, отец Стено, Евриалы и Медусы[87]. Горгоны
- Горгона -Мифическое существо, в виде полу-человека (девушки), полу дикой птицы.
- Горма («Рвение»). Божество, жертвенник в Афинах[10]. en:Horme

## Д
- Дафнеи. Класс нимф. Нимфы лавра (англовики). en:Daphnaie
- Деиопея. Нимфа, одна из 14 нимф Геры. Гера обещает Эолу выдать её замуж за него[88].
- Дексиона. Дочь Асклепия[89].
- Дельфин. Нашёл скрывавшуюся у Атланта Амфитриту и доставил её Посейдону. За это сделан созвездием[90].
- Деметра (др.-греч. Δημήτηρ, от δῆ, γῆ — «земля» и μήτηρ — «мать»; также Δηώ, «Мать-земля») — в древнегреческой мифологии богиня плодородия, покровительница земледелия. Одна из наиболее почитаемых божеств олимпийского пантеона.
- Демогоргон. Некое божество[91][92].
- Демократия. Её изображение в Афинах[93].
- Деймос-Бог ужаса.
- Дерис. Богиня раздора и вражды, спутница эротов[94].
- Деспойна.
- Дике.
- Дикеосина. Божество, ей посвящён LXIII орфический гимн.
- Динос («Вихрь»). Божество Сократа[95].
- Дионисий. Один из анактов.
- Дипсия. Богиня в микенских текстах: di-pi-si-(ja)[96].
- Дисномия («беззаконие»). Богиня, упомянута Гесиодом и Солоном. Порождена Эридой[97]. Дисномия (мифология)
- Дия. Имя Гебы во Флиунте и Сикионе[98].
- Дриады-(Нимфа леса) Богиня природы.

## Е
- Евамерион (Эвамерион.) Божество, которому приносят жертвы в храме Асклепия в Сикионе. По предположению Павсания, он же Телесфор (Выполнитель) в Пергаме и Акесий (Целитель) в Эпидавре[99].
- Евбулей. Один из трех анактов.
- Евклея («Добрая слава»). Дочь Гефеста и Аглаи[100]. Упомянута Вакхилидом[101]. Божество, её храм в Афинах[102]. Эпитет Артемиды[103]. Праздник Евклеи в Коринфе[104].
- Евонима (Эвонима). Согласно Эпимениду, жена Крона, мать Мойр, Эриний и Афродиты[105][106].
- Еврибия.
- Евридома (Eurydome[англ.]). Согласно Корнуту, мать Граций от Зевса. Возможно, это ошибка в рукописи вместо Евриномы. Её именем назван спутник Юпитера.
- Евринома.
- Евсебия (Эвсебия) («Благочестие»). По орфикам, родила от Номоса Дику[107].
- Евтения (Эвтения) («Благополучие»). Дочь Гефеста и Аглаи[100].
- Евфема («Добрая слава»). Дочь Гефеста и Аглаи[100]. Кормилица Муз[108]. Её изображение на Геликоне[109]. Родила от Пана Кротоса[110].
- Евфрона (Эвфрона) («Благомысленная»). Прозвище Ночи[111][112][113].
- Евфросина. Эпитет Селены[114].
- Ехидна.

## З
- Загрей.
- Зел.
- Зевс.
- Зефир.

## И
- Иасо.
- Иатр (Ятр) («Врачеватель»). Эпитет Асклепия. Культ в Балатрах (Киренаика)[115]. Также эпитет Аполлона[116].
- Идофея.
- Икел.
- Илионея (Эйлионея). Божество, которому аргивяне приносят в жертву собаку, согласно историку Сократу[117]. Искаженное Илифия.
- Илифия.
- Ирида.
- Итифалл. Эпитет Приапа[118].
- Ихнея. Имя Фемиды[119]. Почитается в Ихнах (Фессалиотида)[120]. en:Ichnaea

## Й
- Йинкс.

## К
- Кабир. По версии, отец Диониса-Сабазия[121]. Македоняне считают его богом[122]. См. Кабиры.
- Кабиры.
- Кайрос (Кер) («Счастливый случай»). Божество удачи. Гимн ему сочинил Ион Хиосский, изобразив его как младшего сына Зевса. Жертвенник в Олимпии[85]. Кайрос
- Каллигения. Богиня, дочь Геи, жрица Деметры, либо дочь Деметры и Зевса[123].
- Каллироя.
- Каллона. Божество красоты в «Пире» Платона. Вместе с Мойрой и Илифией. en:Kallone
- Камилл. Бог-служитель Великих богов в Самофракийских мистериях[124].
- Кандаон. Также имя Ареса[125]. Беотийцы называют так Ориона[126].
- Кария («Орех»). Гамадриада, дочь Оксила[26].
- Кеотея (Кефея??) В микенских текстах эпитет Геры? (ke-o-te-ja)[127].
- Керы.
- Кето.
- Кидем («Смута»). Упомянута Гомером (Илиада XVIII 535). Божество у Эмпедокла[128]. en:Kydoimos
- Киклобор. Сказочное чудовище[129].
- Кимополея. Дочь Посейдона, жена Бриарея[130].
- Кледоны. «Звуки». Их храм был в Смирне[131].
- Климен[132]. По версии, сын Гелиоса, жена Меропа, сын Фаэтон[133]. en:Clymenus (son of Helios)
- Климена.
- Клонос. Божество, спутник эротов[94].
- Ком[134]. Бог праздников. Изображался в виде крылатого юноши. Сын Вакха и Кирки. Ком (мифология)
- Конисал. Аттическое божество[135], близкое Приапу[136].
- Кор. Божество, сын Гибрис[137].
- Краниды. От «кранос» — источник. Нимфы источников[138].
- Краний. Божество в Лаконике[139].
- Крания («Кизил»). Гамадриада, дочь Оксила[26].
- Кратейя.
- Кратос.
- Кринеи. Класс нимф, связанных с источниками. Аганиппа, Аппиада. Кренаи
- Кронос
- Куротрофос. Эпитет Геи, храм в Афинах[140].

## Л
- Лампады. Нимфы, спутницы Гекаты[141].
- Левкофея.
- Леймакиды. Нимфы лугов. Они же Леймониады. en:Leimakid
- Лета.
- Лето.
- Ликабант («круговорот года»). Божество, отец Хор[142][143].
- Лимнады. Тип наяд, из озёр. См. Астакиды, Лимнеи. Лимнады
- Лимос.
- Лисифоя.
- Литы («Молитвы»)[144]. См. Гомер. Илиада IX. Спутницы Аты. Литы (мифология)

## М
- Макария. Богиня. Согласно словарю Суды, дочь Аида и Персефоны. Богиня жизни после смерти в орфических мистериях. (англовики) Макария
- Мариней (ma-ri-ne-we, может читаться Маллиней.) Важный бог микенской эпохи[127].
- Матерь богов.
- Махи. «Битвы». Божества, порожденные Эридой[29]. en:Makhai
- Мгла (лат. Caligo). Первоначало, породившее Хаос. Встречается лишь у Гигина[145]. У орфиков «мглистый Эреб»[146].
- Мелии.
- Мелиноя. Богиня подземного царства. Рождена Персефоной от Зевса у глубей Кокита, затем, «расколовшись надвое кожей двутелой», возлегла с Аидом. Ей посвящён LXXI орфический гимн. Мелиноя
- Мелис. Нимфа, в неё неудачно был влюблен Дамнеменей[147].
- Мена (Мене).
- Менетий.
- Меонийская богиня (Меония) Имя Кибелы. Кормилица Диониса[148].
- Меропа (океанида). Мать Фаэтона от Климена[149].
- Мика. Имя Селены[150].
- Милихиос. Прозвище Тихи[151].
- Милихии. Общее имя богов-искупителей, которым жертвы приносились ночью[151].
- Миса. Богиня[152]. Отождествлялась с супругой Диониса.
- Мнея («Память»). Согласно эпиграфике, играла роль в Дионисийских мистериях в Эфесе[153]. На Хиосе (конъектура) всех муз называют мнеями[154].
- Мом.
- Мор («смерть»). Рожден Нюктой[155]. Морос (мифология)
- Морея («шелковица»). Гамадриада, дочь Оксила[26].
- Мормо. Некое чудовище, которым пугали детей[156]. Мормо
- Мормолика. Некое чудовище[157].
- Мормоликия. Так называли группу чудовищ-демониц: Ламия, Мормолика, Мормо, Акко, Алфито, Горго[158]. Мормо
- Морфей.
- Мурена. Дочь Рыбы и Покоя[159].

## Н
- Напеи. Класс нимф, из долин.
- Нарцисс — герой древнегреческого мифа. Он увидел свое отражение в воде и был пленен им до такой степени, что отверг влюбленную нимфу.
- Наяды.
- Нейкии («Словопренья»). Божества, порожденные Эридой[27].
- Нейкос. Термин философии Эмпедокла.
- Немесида.
- Нерей.
- Нестида. Термин у Эмпедокла, обозначающий воду (О природе, фр.150 Боллак и далее).
- Несы. Богини островов. en:Nesoi
- Нефела.
- Нефелы («Тучи»). Им посвящён XXI орфический гимн. Облака составляют хор в комедии Аристофана. en:Nefeli
- Неэра. Родила от Гелиоса нимф Фаэтусу и Лампетию[160].
- Ника.
- Нимфы.
- Ном (Номос). Божество, персонификация закона. Ему посвящён LXIV орфический гимн. Отец Дики от Евсебии[107]. en:Nomos (mythology)
- Номий. Одно из имен, которое дали Аристею нимфы[4][5][6][161][162].
- Номий. Некое пастушеское божество[163].
- Нюкта/Никта.

## О
- Ойзис. Богиня страданий
- Окироя. Океанида[164]. Спутница игр Персефоны[165].
- Оксил.
- Олефр («Разорение, разрушение»). Одна из Мах. Olethros[англ.]
- Олимпия. Эпитет Геи. В Афинах её священный участок, куда после потопа Девкалиона ушла вся вода[166].
- Онир.
- Оноскелида. Демоница, ассоциировавшаяся с Эмпусой. Onoskelis[англ.]
- Ореады.
- Орей. Горное божество[167]. Отец Оксила и Гамадриады[26].
- Орфана. Аттическое божество, близкое Приапу[136]. См. Ликофрон. Александра 540 (упоминание Париса).
- Осса. См. Фама
- Офион.

## П
- Пайдотрофа. Или эпитет Геи[168].
- Паллант.
- Панакея.
- Пандия. Дочь Зевса и Селены[169][170]. Афинский праздник в честь Зевса назывался Пандии. Пандия
- Пандора.
- Панопея. См. Панопа.
- Панопт. Эпитет Аргоса, а также Гелиоса. Аргус
- Панфея (Пантея). Под этим именем обожествили Друзиллу[171][172].
- Парфенопа. По версии, родила от Океана Европу[173].
- Пеан.
- Пегеи. Тип наяд, живших в источниках. См. Албунея, Кассотида. Пегаи
- Пейто.
- Пелагоны. Титаны назывались пелагонами[174].
- Пения.
- Перант (Пейрант/Пирант) Согласно Эпимениду, муж Стикс и отец Эхидны[175].
- Перс.
- Персефона
- Пироэйс. Эпитет Фаэтона[176].
- Писиноя. Соседка Гармонии, её облик принимает Афродита[177].
- Пистис («Вера») Божество. Упоминается в орфическом гимне к Мусею (ст.25).
- Плутона. Имя Селены[114].
- Плутос.
- Подагра. Богиня. Дочь Кокита и Мегеры[178]. По Сосибию, в Лаконике есть жертвенник Артемиды Подагры[179].
- Подарга. Некое божество[180]. Подагра (мифология)
- Полемос («Война»). Божество. Действующее лицо комедии Аристофана «Мир». Запирает в пещеру Ирену[181]. Персонифицирована у Гераклита (фр.29, 45 Маркович). Полемос
- Полимния. См. Полигимния.
- Полос («Небесная ось»). Фигурирует у Гигина в списке титанов[79]. Жена Феба, дети Лето, Астерия, +Афирапа+[182].
- Понос («Труд»). Божество, порожденное Эридой[183]. Понос (мифология)
- Понт.
- Понтия[184]. Эпитет Фетиды, нереид, Афродиты.
- Порос.
- Порк. Спартанское морское божество, тождественное Нерею. Его дочь — Фетида[185]
- Посидея (po-si-da-e-ja). Богиня, в микенскую эпоху женское соответствие Посейдону[55].
- Потамы. Божества рек. Согласно Гесиоду, пестуют юных мальчиков[186]. Всего их три тысячи[187].
- Потнии («Владычицы»)[188]. Эпитет Деметры и Персефоны[189], а также Эриний.
- Потния (микен. po-ti-ni-ja, владычица). Микенское божество[55].
- Приап.
- Прометей.
- Пронойя («Провидение»). Стоический термин.
- Протогон. Божество, ему посвящён VI орфический гимн. Родился из яйца, его именуют Эрикепайоном, Фанетом, Приапом, Антавгом[190].
- Профасис («Повинная»). Олицетворена у Пиндара, дочь Эпиметея[191][192].
- Профирея («Преддверница»). Эпитет Илифии[193]. Ей посвящён II орфический гимн.
- Психея.
- Птелея («Вяз»). Гамадриада, дочь Оксила[26].
- Птерот. Согласно орфикам, имя Эрота[194].

## Р
- Рамнусия. Эпитет Немесиды[195].
- Рода. Дочь Асопа, родила от Гелиоса Фаэтона[196].

## С
- Селена.
- Сика («Смоковница»). Гамадриада, дочь Оксила[26].
- Сикинна. Нимфа — служительница Кибелы[197].
- Сильваны. Божества, обитатели гор[198].
- Сипилена. Эпитет Матери богов[1].
- Стикс.
- Сфер (Сфайрос, иногда у Эмпедокла Сфайрон). В философии Парменида и Эмпедокла[199].

## Т
- Тавмант
- Тартар.
- +Тартара+ По версии, родила от Тартара Тифона[200].
- Текмор. По Алкману, сын Пороса[201].
- Телавга. Дочь Эосфора[202][неавторитетный источник][источник не указан 2052 дня].
- Тая Кон
- Тейя. Старшая дочь Урана и Геи.
- Телесфор.
- Телета.
- Титан. Обращение к Гелиосу[203].
- Тифон. Сын Кефала и Эос. Отец Фаэтона[204]. Титон (мифология)
- Тиха.
- Тихон.
- Тиэлла («Буря»). По Ферекиду, сторожит Тартар[205].
- Триглантина. Эпитет Гекаты в Афинах[206].
- Тритон.
- Тритопатры. См. Анакты.
- Тритопатрей. Один из трех анактов.

## У
Уран.

## Ф
- Фавм (Тавм). См. Тавмант Тавмант
- Фаласса (Таласса).
- Фама.
- Фанатос (Танатос).
- Фанет. Эпитет Протогона[207]. Действует в орфической теогонии[208]. Древний бог, его облик принял Дионис[209]. Эпитет Аполлона[210].
- Фантас. Сын Гипноса[211][212]
- Фаэтон.
- Фаэтуса (Фаетуса) «светящаяся». Дочь Гелиоса и Неэры, пасет коров[213][214]. Сестра Фаэтона, превратилась в тополь[215][216]. Фаэтуса
- Фема («Добрая молва»). Жертвенник в Афинах[10]. См. Фама. Фама
- Филия. Термин философии Эмпедокла.
- Филолай[217]. Прозвище Асклепия в Лаконике. См. Павсаний.
- Филомел.
- Филот («Сладострастье»). Рожден Нюктой[34]. Термин у Эмпедокла[218], также у него Филия и Гармония.
- Филофросина («Дружемыслие»). Дочь Гефеста и Аглаи[100].
- Фиона (Тиона). Имя Семелы[219][220]. См. Семела.
- Фисис (Фюсис) («Природа»). Ей посвящён X орфический гимн. См. указатель к Нонну.
- Фития. Эпитет Лето в Фесте[221].
- Фобетор[212]. Сын Гипноса и один из ониров[222]Фобетор
- Фоны (Phonoi). «Убийства». Божества, порожденные Эридой[29]. В микенскую эпоху элемент фонос «убийство», возможно, встречается в именах po-ru-qo-ta (Полифонт), ra-wo-qo-ta (Лаофонт), da-i-qo-ta (Даифонт)[223].
- Форк.
- Фосфор. Прозвище богинь, приносящих свет[224].
- Фрика. Богиня ужаса. (англовики) en:Phrike
- Фтон. Божество зависти[225]. Фтон

## Х
- Хаос.
- Хиона. Родила Приапа от Диониса[226].
- Хлорида. Нимфа, называемая в Риме Флорой. Похищена Зефиром и стала его женой[227]. Мать Карпа[228].
- Хронос (см. Кронос).
- Хтония, эпитет Деметры.
- Хтония, эпитет Геи.

## Э
- Эгера («Тополь»). Гамадриада, дочь Оксила[26].
- Эгипан.
- Эгла. Гесперида[37][83][145]. Превратилась в иву[229].
- Эгла. Наяда, мать Харит от Гелиоса, по поэме Антимаха[230]. Посещает Силена[231].
- Эгла. Дочь Асклепия[232] и Эпионы[233].
- Эзид (Оизис) («Печаль, источник страданий»). Рождена Нюктой[234]. Ойзис
- Эймармене («Судьба»). Рождена демиургом[235].
- Элей. Бог жалости[10][236][237][238]. См. Элеос.
- Элейономы. Класс нимф. Нимфы болот. en:Eleionomae
- Электор («Лучезарный»). Эпитет у Эмпедокла[239].
- Электра.
- Элеос («Милость, или Сострадание»)[240]. Божество, жертвенник в Афинах[10]. У его алтаря искали защиты беглецы.
- Элея. См. Элеос.
- Эллиния (Гелления). Родила от Зевса Афину[241].
- Элпида. Персонификация надежды. Осталась в сосуде Пандоры[242]. en:Elpis
- Эмафиды. Имя Пиерид[243].
- Эмпусы. Демоницы.
- Эниавтос («Год»). Персонифицируется у орфиков[244].
- Энодий. Божество в Колофоне. Ему жертвуют ночью чёрную собаку[245].
- Энодия («Придорожная»). Имя Гекаты[246]. Виновница поноса[247].
- Эон.
- Эос.
- Эосфор.
- Эпаф. По Гигину, родился от Ночи и Эреба[145].
- Эпий. Эпитет Асклепия[248].
- Эпимелиды, или эпимелиады. Нимфы-покровительницы овечьих стад[249][250]. Эпимелиды
- Эпиметей.
- Эпиона.
- Эргия. Богиня, дочь Эфира и Геи. Охраняет сон Гипноса. Гигин упоминает её (Сокордия или Игнавия). en:Aergia
- Эреб.
- Эригена. (Эригенейя.) Имя Эос[251][252][253].
- Эрида.
- +Эрика.+ См. Эрифея.
- Эрикепайон (Эрикепей) Божество, эпитет Протогона[254]. Отождествлялся с Дионисом[255]. Малоазийское божество[256].
- Эрифея (Эритея/Эрифеида). Гесперида[37][83]. Превратилась в вяз[80]. У Гигина искаженно +Эрика+[145].
- Эрот.
- Эрса (или Герса) Богиня росы, дочь Зевса и Селены, или Зевса и Эос. Эрса (богиня)
- Эфир.
- Эфон.
- Эфра.
- Эфра. Жена Гипериона, согласно Гигину. Мать Солнца, Луны, Авроры[257]. Либо дочь Гелиоса, мать Тесея[258].
- Эхидна.
- Эхо.